# هارلي بيرد
هارلي بيرد (بالإنجليزية: Harley Bird)‏ هي ممثلة بريطانية، ولدت في 13 ديسمبر 2001 في روتشديل في المملكة المتحدة. من الجوائز التي نالتها جائزة الأطفال للأكاديمية البريطانية ‏ سنة 2011.

## جوائز
- جائزة الأطفال للأكاديمية البريطانية [الإنجليزية]‏ (2011)

## وصلات خارجية
- هارلي بيرد على موقع IMDb (الإنجليزية)
- هارلي بيرد على موقع ألو سيني (الفرنسية)
- هارلي بيرد على موقع ميوزك برينز (الإنجليزية)
- هارلي بيرد على موقع أول موفي (الإنجليزية)
- هارلي بيرد على موقع قاعدة بيانات الفيلم (الإنجليزية)
- هارلي بيرد على موقع كينوبويسك (الروسية)